# Tormento (rapper)
Tormento, pseudonimo di Massimiliano Cellamaro (Reggio Calabria, 6 settembre 1975), è un rapper e produttore discografico italiano, fratello dei rapper Esa e Marya.

## Biografia
Nato a Reggio Calabria, a cui dedicherà poi la canzone Da dove scrivo, in riferimento soprattutto alla sua casa d'infanzia presso "il parco di via Melacrino", da padre originario di Cerignola e da madre reggina, a seguito dei frequenti spostamenti della famiglia cresce tra Varese, Novara, Castellana Grotte e Genova. Si forma musicalmente sotto l'influenza dell'hip hop statunitense, in particolar modo di rapper e gruppi della west coast come Tupac Shakur, Snoop Dogg e N.W.A; inoltre, fra i suoi ascolti, c'è molto R&B e soul (Marvin Gaye, Al Green, Curtis Mayfield). Si tratta di ascolti che si riveleranno determinanti nell'influenzare la sua produzione musicale: in particolare i modelli dell'hip hop saranno continuo riferimento per la prima produzione come rapper dei Sottotono; la sua cultura e vocazione soul emergeranno maggiormente a partire dalla carriera solista.

## Carriera

### Sottotono
Tormento inizia la sua carriera nel gruppo Sottotono, formato inizialmente da quattro membri e poi ridotto a un duo insieme a Big Fish, che produce le basi. Con il primo album Soprattutto sotto (1994) e il singolo La mia coccinella (diventato un tormentone estivo e usato in TV, Il disco sorpassa le 80 000 copie), il gruppo ottiene un discreto successo. Il secondo album, Sotto effetto stono (1996), pubblicato dalla Warner, li porta al successo con vendite che superano le 220 000 copie, il doppio disco di platino e il premio rivelazione al Festivalbar 1997. Nel 1999 esce Sotto lo stesso effetto con ulteriori hit, mentre nel 2001 partecipano a Sanremo con Mezze verità, non senza controversie e censura. Nello stesso anno esce l'ultimo album del gruppo, ...In teoria, pubblicato sempre dalla Warner. Negli anni successivi vengono pubblicati Greatest hits e remix.

### Carriera solista
Dallo stop dei Sottotono nel 2002, Tormento intraprende la carriera solista, utilizzando anche lo pseudonimo Yoshi Torenaga. Inizia con l’EP Una nuova visione del mondo e l’album Il mondo dell'illusione (2004), esprimendo risentimento verso l’industria musicale e i falsi amici. Nel 2006 pubblica il doppio album Il mio diario, diviso in due parti – una più rap e l’altra orientata al soul – seguito da ulteriori lavori come Alibi (2007), Rabbia (2009) e No Escape (2011). Parallelamente, nella primavera del 2008 Tormento collabora con suo fratello Esa per il progetto Siamesi Brothers. Insieme realizzano un album omonimo, seguito da un EP (Siamesi Show Down, 2009) e da un secondo album (La macchina del funk, 2010), che vedono la partecipazione di vari artisti della scena hip hop italiana.
Appare in un breve messaggio finale nell'album di Max Pezzali Hanno ucciso l'Uomo Ragno 2012, alla fine della traccia S'inkazza (questa casa non è un albergo) (feat Ensi). Nel 2014 il video del brano Mantenere, prodotto da DJ Squarta ed estratto dall'album di Primo Brown & Tormento El micro de oro, pubblicato nel marzo 2014. Il mese successivo esce il secondo singolo Per stare fresco prodotto da Fritz da Cat. Sempre nel 2014, ha partecipato al documentario Numero zero - Alle origini del rap italiano, che racconta le origini dell'hip hop italiano. Il 3 giugno 2015 ha pubblicato, sotto etichetta Thaurus, il suo quarto album in studio da solista Dentro e fuori. Nel 2019 ritorna sulle scene musicali con il singolo Acqua su Marte, in collaborazione con J-Ax, seguito il 26 luglio da 2 gocce di vodka e il 22 novembre da Per quel che ne so, inciso con la collaborazione dei Tiromancino.
Nel 2021 prende una pausa dall’attività solista per il nuovo album dei Sottotono Originali, pubblicato da Island Records/Universal. Al disco partecipano artisti come: Tiziano Ferro, Guè, Marracash, Elodie, Luchè, Coco, Coez, Fabri Fibra, Emis Killa, Jake La Furia. Nell’album è presente anche una strofa postuma di Primo Brown nel brano Cronici 2021. Dopo la parentesi Sottotono, riprende le sue pubblicazioni di singoli, EP e video, oltre l’interminabile attività live. Nel febbraio del 2025 partecipa al 75º Festival di Sanremo, con il brano La mia parola di Shablo feat. Guè, Joshua e Tormento.

## Altre attività

### RapCiclopedia
Nel giugno del 2022 pubblica insieme a Matteo Politanò per Baldini+Castoldi RapCiclopedia. La biografia di Tormento, protagonista della scena rap italiana dagli anni Novanta, si intreccia con la storia della nascita e dell’ascesa della cultura hip hop in Italia. Per questo motivo, raccontare la vita di Tormento e come si snoda nel contesto delle diverse ere del rap è di fatto l’opportunità per costruire una sorta di enciclopedia non solo di un genere musicale, ma anche di un intero universo culturale di riferimento. Dopo aver esordito nel 1996 con un album che è una pietra miliare dell’hip hop italiano, Sotto effetto stono, il rapper di Varese avvia un percorso di esplorazione musicale ampio e di vocazione internazionale, introducendo nel panorama tradizionale italiano elementi soul, urban e R&B. Non solo i suoi singoli e i suoi album (basta ricordare un progetto iconico come El Micro De Oro insieme a Primo Brown), ma anche l’esperienza unica della crew Area Cronica hanno segnato la storia della musica rap e hip hop in italia. Rapciclopedia è un viaggio di vent’anni nella vita di Tormento, nella musica, nello stile underground che ha segnato più di una generazione: storie di vita vissuta tra la strada e il jet-set, di grandi e fugaci amori, di amicizie e dissing, di un grande successo e di rischi, di sperimentazione e di contrasti. Una storia, insomma, che ha le fattezze di un film o di un romanzo, ma è vera e capace di segnare con i suoi alti e bassi un intero panorama musicale ed esistenziale che ancora oggi ha moltissime cose da dire.

### Sotto Effetto Podcast
"La luce del jet set produce ombre che non tutti vedono, ma se fai un gioco per tanto tempo puoi impararne i trucchi. Io voglio sverlarli tutti" (Tormento) è un viaggio nel sottobosco della musica alla ricerca dei suoi segreti. Per rispondere ai quesiti di ogni puntata, Tormento ha coinvolto alcuni tra i più brillanti artisti della scena italiana come Giorgia, Tiziano Ferro, J-Ax, Guè, Danno, Coez, Izi, Luché, Shablo, Ensi e Esa.

## Discografia

### Da solista
Album in studio
- 2004 – Il mondo dell'illusione (pubblicato come Yoshi)
- 2006 – Il mio diario
- 2007 – Alibi
- 2009 – Rabbia (pubblicato come Yoshi)
- 2011 – Nessuna eccezione - No Escape (con Lefty)
- 2014 – El micro de oro (con Primo Brown)
- 2015 – Dentro e fuori
- 2021 – IXC - The Lost Album (pubblicato come Yoshi)

EP
- 2002 – Una nuova visione del mondo (pubblicato come Yoshi)
- 2024 – Petali e spine

Mixtape
- 2007 – Memories Tha Mixtape (con DJ Kamo)

### Con i Sottotono
- 1994 – Soprattutto sotto
- 1996 – Sotto effetto stono
- 1999 – Sotto lo stesso effetto
- 2001 – ...In teoria
- 2021 – Originali

### Con i Siamesi Brothers
- 2008 – Siamesi Brothers
- 2010 – La macchina del funk

## Filmografia
- Semiautomatico, regia di Aj Sikabony (1999)
- Zora la vampira, regia dei Manetti Bros. (2000)
- Non smettere di sognare, regia di Roberto Burchielli (2009)
- Zeta - Una storia hip-hop, regia di Cosimo Alemà (2016)

Documentari
- Materia viva, regia di Marco Falorni, Andrea Frassoni e Stefania Vialetto (Rai 3, 2023)